# طایفه سیف‌الله
طایفه سیف‌الله یک منطقهٔ مسکونی در ایران است که در دهستان حومه جنوبی واقع شده‌است. طایفه سیف‌الله ۹۱ نفر جمعیت دارد.